# Univerzita Františka Josefa
Maďarská královská univerzita Františka Josefa (maďarsky Magyar Királyi Ferenc József Tudományegyetem) byla druhá moderní univerzita v uherské části Rakouska-Uherska. Byla založena v roce 1872 a její sídlo bylo zpočátku v Kluži (Kolozsvár, Cluj-Napoca). Po první světové válce se nejprve na krátkou dobu (1919–1921) přestěhovala do Budapešti a později do Segedínu (1921–40). V roce 1940, když druhá vídeňská arbitráž postoupila Severní Sedmihradsko včetně Kluže Maďarsku, se univerzita vrátila zpět do místa svého založení. Po skončení druhé světové války se území vrátilo Rumunsku a rumunské úřady roku 1945 Univerzitu Františka Josefa zrušily bez právního nástupce. Její fakulty a budovy se později staly součástí Segedínské univerzity (jež se k odkazu Univerzity Františka Josefa hlásí), Babeșovy–Bolyaiovy univerzity v Kluži a Univerzity medicíny a farmacie v Târgu Mureși.
Univerzita Františka Josefa byla významným střediskem rakousko-uherské vědy a vzdělanosti. Asi nejdůležitější byl příspěvek této školy matematice, pro který si vysloužila přezdívku rakousko-uherský Göttingen. Působili zde matematici jako Gyula Farkas, Lipót Fejér, Alfréd Haar, Frigyes Riesz, Ludwig Schlesinger, Béla Szőkefalvi-Nagy a Gyula Vályi.